# کیریل زایکا
کیریل زایکا (روسی: Кирилл Анатольевич Заика؛ زادهٔ ۷ اکتبر ۱۹۹۲) بازیکن فوتبال اهل روسیه است.
از باشگاه‌هایی که در آن بازی کرده‌است می‌توان به باشگاه فوتبال خیمکی و باشگاه فوتبال روستوف اشاره کرد.